# Respiratorischer Quotient
Der respiratorische Quotient (RQ) beschreibt in der Physiologie der Atmung das Verhältnis von ausgeatmeter Kohlenstoffdioxidmenge (CO2) zu aufgenommener Sauerstoffmenge (O2).
{\displaystyle RQ={\frac {Kohlenstoffdioxidabgabe}{Sauerstoffaufnahme}}}
Der RQ hängt von der Art des verstoffwechselten Substrates ab. Vor allem Kohlenhydrate und Fette bestimmen das Verhältnis von CO2-Produktion zu O2-Verbrauch, weil sie die Hauptenergieträger des menschlichen Stoffwechsels sind. Der oxidative Abbau von 1 Mol Glukose benötigt 6 Mol Sauerstoff und setzt 6 Mol Kohlendioxid frei; der RQ liegt bei 1. Um eine Fettsäure oxidativ abzubauen, wird je Mol Kohlenstoffdioxid mehr Sauerstoff verbraucht; der RQ liegt bei 0,7. Der RQ für Proteine beträgt 0,81. Letztere sind für die Energiebereitstellung von untergeordneter Bedeutung und entfallen bei der Berechnung des RQ.
Die Bestimmung des RQ kann mittels indirekter Kalorimetrie im Rahmen einer Spiroergometrie erfolgen. Dabei wird eine Versuchsperson kontinuierlich in eine Messkammer ausatmen, in der sich Sensoren für die Bestimmung des Sauerstoff- und Kohlenstoffdioxidgehalts in der Ausatemluft befinden. Durch Verrechnung der gemessenen Werte mit denen der Umgebungsluft, erhält man die tatsächliche Sauerstoffaufnahme und Kohlenstoffdioxidabgabe, die ins Verhältnis gesetzt werden können.
Unter Ruhebedingungen hängt der RQ also vor allem von den Nahrungsbestandteilen ab und lässt Rückschlüsse auf die Ernährung zu. Die europäische Mischkost, bei der Fette und Kohlenhydrate zu etwa gleichen Teilen die Nahrungsenergie liefern, führt zu einem RQ von 0,85. Je höher der Kohlenhydratanteil, umso mehr nähert sich der RQ dem Wert 1. Bei ausschließlicher Aufnahme von Kohlenhydraten, etwa bei der Tiermast, kann der Wert auf >1 steigen. Wenn die Energiezufuhr den Bedarf übersteigt, wird ein Teil der Kohlenhydrate in Depotfett umgewandelt. Diese Umwandlung von Glukose in Fett ist mit einer zusätzlichen CO2 Produktion verbunden, was den Anteil dieses Gases in der Ausatemluft erhöht.
Bei Belastung steigt der RQ zunächst, was auf eine gesteigerte Kohlenstoffdioxidbildung zurückzuführen ist. Je stärker die Belastung, umso stärker der Anstieg. Bei ansteigender Belastung kommt es nämlich initial zu einer vermehrten anaeroben Glykolyse, wodurch Glukose nicht vollständig oxidiert, sondern in Laktat umgesetzt wird. Das senkt den pH-Wert des Bluts, wodurch kompensatorisch Bicarbonate in der Niere rückresorbiert werden. Diese werden im Anschluss von der Carboanhydrase in Wasser und CO2 gespalten, welches nun abgeatmet werden muss. Bei andauernder maximaler Belastung entsteht auf diese Weise sehr viel CO2, das in der Spiroergometrie sogar einen RQ von deutlich über 1 ergibt. Bei anhaltender submaximaler Belastung fällt der RQ mit der Zeit, da sich die Glukosespeicher des Körpers leeren und nun überwiegend Fett als Energieträger herangezogen wird. Durch Gabe von Kohlenhydraten während der Belastung senkt sich der RQ weniger stark.